# Хњилчик
Хњилчик (слч. Hnilčík) насељено је мјесто са административним статусом сеоске општине (слч. obec) у округу Спишка Нова Вес, у Кошичком крају, Словачка Република.

## Становништво
| Година:    | 1994. | 2004.   | 2014.   | 2024.   |
| ---------- | ----- | ------- | ------- | ------- |
| Број људи: | 490   | 520     | 547     | 535     |
| Разлика:   |       | +6,12 % | +5,19 % | -2,19 % |

| Година:    | 2023. | 2024.   |
| ---------- | ----- | ------- |
| Број људи: | 548   | 535     |
| Разлика:   |       | -2,37 % |

Према подацима о броју становника из 2011. године насеље је имало 542 становника.